# Fundação Armando Alvares Penteado
A Fundação Armando Alvares Penteado (FAAP) é uma instituição de ensino superior privada brasileira, com campi em São Paulo (sede), Ribeirão Preto e São José dos Campos. Conhecida por sua atuação no mundo das artes, oferece cursos de graduação e pós-graduação, além de manter o Museu de Arte Brasileira (MAAB FAAP), o Teatro FAAP e o Colégio FAAP.

## História
Fundada em 1947, a FAAP teve seu projeto financiado inicialmente pelo conde Armando Alvares Penteado, que visava promover a arte na cidade de São Paulo. Após sua morte, sua viúva, Annie Alwis, e seu irmão, Silvio Alvares Penteado (primeiro presidente da Fundação), deram continuidade ao projeto, dando início às obras para a construção da Escola de Artes e do Museu.
A construção do campus contou com a participação de profissionais como:
- Auguste Perret, arquiteto francês que encomendou o prédio 1 da FAAP;[1]

- Claudia Andujar, responsável pelo projeto dos vitrais do prédio central;[1]

- Artistas como Lasar Segall, Candido Portinari, Tarsila do Amaral, Tomie Ohtake, Lina Bo Bardi, Colette Pujol e Bruno Giorgi, que contribuíram com suas obras para os vitrais.[1]

Os primeiros cursos de arte começaram em 1954. Em 1960, foi inaugurado o Museu de Arte Brasileira (MAAB FAAP) e, em 1976, o Teatro FAAP. A instituição tornou-se uma faculdade em 1967, com a criação de seu primeiro curso universitário, e foi credenciada como um centro universitário pelo Ministério da Educação (MEC) em 2001, unificando suas oito faculdades.

## Cursos oferecidos
A FAAP oferece cursos de graduação em áreas como:
- Artes e design: artes visuais, cinema, animação e moda

- Comunicação: jornalismo, publicidade e produção audiovisual

- Negócios e direito: administração, economia, relações internacionais e direito

## Reconhecimento e projetos
Além do MAB-FAAP — museu com acervo de arte brasileira e exposições temporárias —, a FAAP destaca-se por sua infraestrutura e projetos artísticos. A Fundação mantém programas de residência artística em Paris (em convênio com a Cité des Arts), e em São Paulo.
Em 2001, a FAAP criou, pela primeira vez, seu curso superior de moda. Já em 2004, criou o Concurso FAAP Moda, voltado para relevar novos talentos da área.